# Hanse
Hanse var en finländsk isbrytare som tjänstgjorde mellan 1967 och 1985. Fartygsbygget finansierades av Västtyskland. Hanse användes vid behov i tyska vatten, men för det mesta assisterade hon i finska vatten och bemannades av en finländsk besättning.
Sommaren 1998 såldes Hanse till Grekland, och fick namnet Asklipios. Under förflyttningen uppstod en brand som besättningen inte kunde släcka, och därför sjönk Asklipios i Medelhavet. Ett ukrainskt forskningsfartyg räddade de 16 besättningsmännen, och ett tunisiskt militärfartyg förde dem till Tunisien.

## Fartyg av klassen
- Karhu
- Murtaja
- Sampo
- Hanse

Hanse skiljde sig egentligen avsevärt från övriga isbrytare byggda vid varvet; maskinstyrkan och storleken motsvarade Karhu-klassen, men skrovform och överbyggnader påminde mer om de samtida, större brytarna i Varma-klassen.